# (7075) Садовничий
(7075) Садовничий (лат. Sadovnichij) — типичный астероид главного пояса, открыт 24 сентября 1979 года советским астрономом Николаем Черных в Крымской астрофизической обсерватории и 4 мая 1999 года назван в честь советского и российского математика и ректора МГУ Виктора Садовничего.

## Обнаружение и именование
(7075) Садовничий
Открыт 24 сентября 1979 года в Научном Н. С. Черных.
Назван в честь выдающегося математика, ректора Московского государственного университета Виктора Антоновича Садовничего (р. 1939). Будучи специалистом по дифференциальным уравнениям, он внёс ценный вклад в изучение механики и математических методов распознавания изображений.
Оригинальный текст (англ.)7075 Sadovnichij
Discovered 1979-09-24 by Chernykh, N. S. at Nauchnyj.
Named in honor of Viktor Antonovich Sadovnichij (b. 1939), prominent mathematician, head of Moscow State University. An authority on differential equations, he has made valuable contributions to the study of mechanics and to mathematical methods for deciphering images.
Источники: DISCOVERY.DB; M.P.C. 34625.

## Орбита

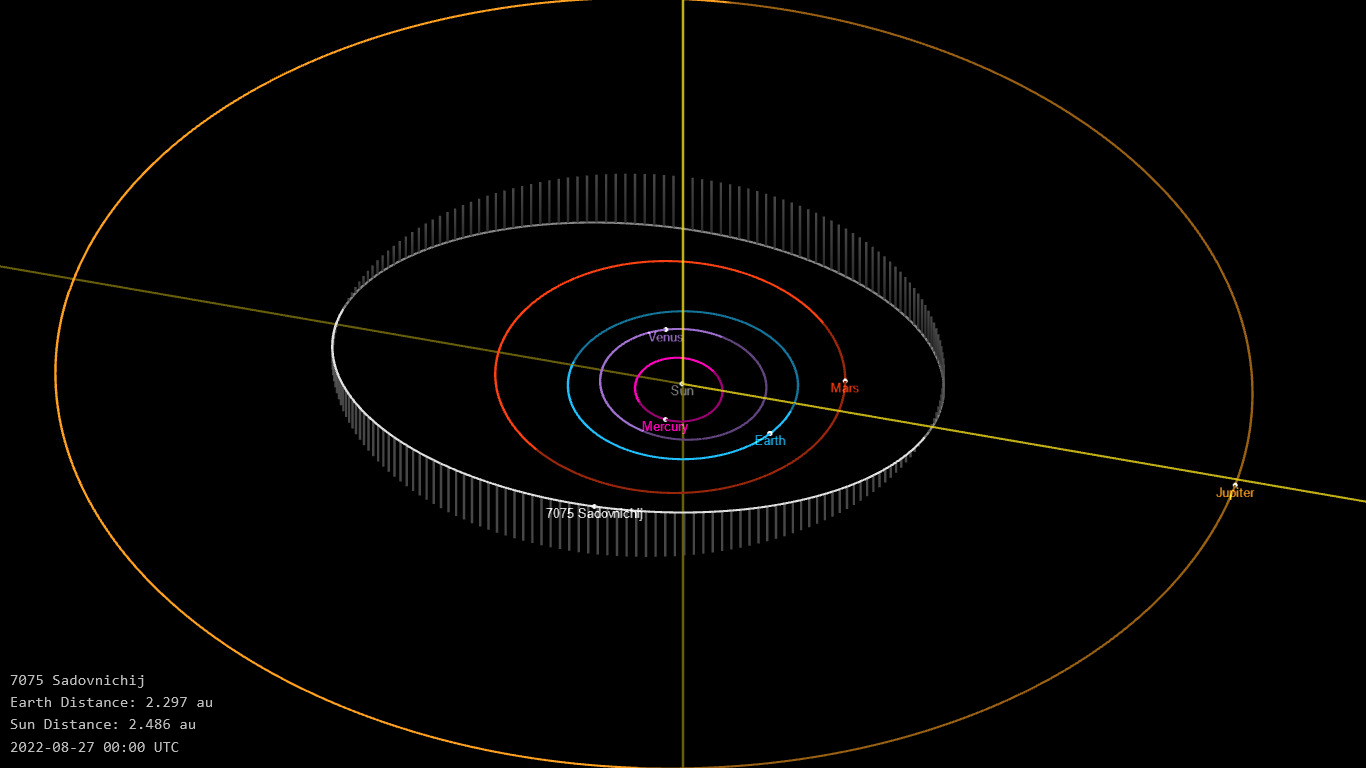
Орбита астероида Садовничий и его положение в Солнечной системе

## Физические характеристики
Астероид относится к таксономическому классу S.
По результатам наблюдений в видимом и ближнем инфракрасном диапазоне космического телескопа NEOWISE диаметр астероида сначала оценивался равным 9,25±1,99 км, позже — 8,79±1,89 км и 7,675±0,214 км. Согласно тем же источникам альбедо оценивается как 0,22±0,13, 0,21±0,09 и 0,273±0,033.